# Luis Castañeda Lossio
Óscar Luis Castañeda Lossio (Chiclayo, 22 de junho de 1945 — Lima, 12 de janeiro de 2022) foi um advogado e político peruano. Foi prefeito de Lima de 2003 a 2010 e de 2015 a 2019, presidente do Partido Solidariedade Nacional e membro da Aliança da Unidade Nacional.